# Nudelman-Suranov NS-23
 (octobre 2021).
La mise en forme du texte ne suit pas les recommandations de Wikipédia : il faut le « wikifier ».
Les points d'amélioration suivants sont les cas les plus fréquents. Le détail des points à revoir est peut-être précisé sur la page de discussion.
- Les titres sont pré-formatés par le logiciel. Ils ne sont ni en capitales, ni en gras.
- Le texte ne doit pas être écrit en capitales (les noms de famille non plus), ni en gras, ni en italique, ni en « petit »…
- Le gras n'est utilisé que pour surligner le titre de l'article dans l'introduction, une seule fois.
- L'italique est rarement utilisé : mots en langue étrangère, titres d'œuvres, noms de bateaux, etc.
- Les citations ne sont pas en italique mais en corps de texte normal. Elles sont entourées par des guillemets français : « et ».
- Les listes à puces sont à éviter, des paragraphes rédigés étant largement préférés. Les tableaux sont à réserver à la présentation de données structurées (résultats, etc.).
- Les appels de note de bas de page (petits chiffres en exposant, introduits par l'outil «  Source ») sont à placer entre la fin de phrase et le point final[comme ça].
- Les liens internes (vers d'autres articles de Wikipédia) sont à choisir avec parcimonie. Créez des liens vers des articles approfondissant le sujet. Les termes génériques sans rapport avec le sujet sont à éviter, ainsi que les répétitions de liens vers un même terme.
- Les liens externes sont à placer uniquement dans une section « Liens externes », à la fin de l'article. Ces liens sont à choisir avec parcimonie suivant les règles définies. Si un lien sert de source à l'article, son insertion dans le texte est à faire par les notes de bas de page.
- La présentation des références doit suivre les conventions bibliographiques. Il est recommandé d'utiliser les modèles {{Ouvrage}}, {{Chapitre}}, {{Article}}, {{Lien web}} et/ou {{Bibliographie}}. Le mode d'édition visuel peut mettre en forme automatiquement les références.
- Insérer une infobox (cadre d'informations à droite) n'est pas obligatoire pour parachever la mise en page.

Pour une aide détaillée, merci de consulter Aide:Wikification.
Si vous pensez que ces points ont été résolus, vous pouvez retirer ce bandeau et améliorer la mise en forme d'un autre article.
Le NS-23 était un canon d'aviation soviétique conçu par AE Nudelman et A. Suranov, pendant la Seconde Guerre mondiale en remplacement du canon Volkov-Yartsev VYa-23 (ru). Il est entré en service en 1944. La munition utilisée, la NS-23, fut dérivée de la balle antichar 14,5 × 114 mm en portant le diamètre au culot à 23 mm.
Une version synchronisée, désignée NS-23S (« S » pour synchronisé), fut utilisée, installée de manière fixe (dans une aile ou le nez d'un appareil), tirant à travers les pales d'une hélice.
Le NS-23 pouvait se retrouvait, entre autres, sur les avions suivants : Antonov An-2, Ilyushin Il-10, Ilyushin Il-22, Lavochkin La-9, La-15, MiG-9, Yak-9UT, Yak-15, Yak-17, Yak- 23, Beriev Be-6 et Tu-4. Certains des premiers MiG-15 étaient également équipés du NS-23.
Le NS-23 fut remplacé par le Nudelman-Rikhter NR-23 vers 1949.